# Калиновский (Кемеровская область)
Калиновский — посёлок в Новокузнецком районе Кемеровской области. Входит в состав Сосновского сельского поселения.

## География
Центральная часть населённого пункта расположена на высоте 309 метров над уровнем моря.

## Население
По данным Всероссийской переписи населения 2010 года, в посёлке Калиновский проживает 16 человек (11 мужчин, 5 женщин).